# Дугнинский район
Дугнинский район — территориально-административная единица РСФСР, существовавшая с 1935 по 1959 год.
Дугнинский район был образован 21 февраля 1935 года в составе Московской области.
В состав района вошли следующие сельсоветы:
- из Алексинского района: Андроновский, Аристовский, Богданинский, Борщевский, Букреевский, Висляевский, Григоровский, Грязновский, Дубельский, Елькинский, Забелинский, Зудневский, Ковровский, Кольцовский, Кривцовский, Меньшиковский, Михайловский, Никольский, Поздняковский, Поливановский, Русиновский, Титовский, Ферзиковский, Черкасовский и Широковский
- из Калужского района: Анненский, Ахлебинский, Бебелевский, Косьмовский, Куровский, Макаровский, Митюковский, Новоселивановский, Перерушевский, Подкорский, Покровский, Федосовский, Фетининский, Хотисинский
- из Перемышльского района: Кременевский, Новосельский.

31 марта 1936 года Анненский с/с был возвращён в Калужский район. 5 апреля упразднён Андроновский с/с. 28 августа в Калужский район был передан Ахлебинский с/с, а 31 июля 1937 года — Бебелевский, Митюковский, Покровский и Федосовский с/с.
19 июня 1936 года из Черепетского района в Дугнинский был передан Истоминский с/с.
26 сентября 1937 года Дугнинский район был передан в Тульскую область.
5 июля 1944 года Дугнинский район был передан в Калужскую область.
31 июля 1959 года Дугнинский район был упразднён, а его территория передана в Ферзиковский район.